# Ержан, Кудайберген Толепулы
Кудайберген Толепулы Ержан (каз. Құдайберген Төлепұлы Ержан, род. 7 ноября 1959; Джизакская область, Узбекская ССР СССР) — казахстанский государственный и общественный деятель. Депутат Мажилиса Парламента Республики Казахстан VI созыва (с 2016 года).

## Биография
Родился в 1959 году в совхозе Тимирязева Октябрьского района, Жизакской области Республики Узбекистан.
Окончил Алматинский институт народного хозяйства по специальности экономист.
Трудовую деятельность начал в 1982 году агрономом-экономистом Шымкентской областной нормативно-исследовательской станции.
С 1985 по 1988 годы — Заместитель главного бухгалтера совхоза «Кызылкум» Фаришского района Джизакской области, рабочий по топографо-геодезическим работам геодезическо-изыскательного предприятия в г. Алма-Ата, ревизор производственного объединения «Казбытрадиотехника», старший ревизор производственного объединения «Гарант».
С 1989 по 1993 годы — главный бухгалтер Московского районного центра научно-технического творчества молодежи «Ритм», затем директор МЧП «Сабаз» г. Алматы, Директор филиала № 2 БанкЦентрКредит.
С 1998 по 2012 годы — Председатель правления АО «Шардаринская ГЭС».
С 2012 по 2016 годы — Депутат Южно-Казахстанского областного маслихата третьего, четвертого и пятого созывов, председатель постоянной комиссии областного маслихата по бюджету и развитию сельских территорий, секретарь Южно-Казахстанского областного маслихата.
С 24 марта 2016 года — Депутат Мажилиса Парламента Республики Казахстан VI созыва от партии «Нур Отан», Член Комитета по международным делам, обороне и безопасности Мажилиса Парламента РК.

## Награды
- Заслуженный энергетик Республики Казахстан
- Медаль «Шапагат»
- Орден Курмет
- Памятный знак «МПА СНГ. 25 лет» (27 марта 2017 года, Межпарламентская ассамблея СНГ) — за содействие в деятельности Межпарламентской Ассамблеи и её органов[1]
- Почётная грамота Совета МПА СНГ (24 ноября 2016 года, Межпарламентская ассамблея СНГ) — за активное участие в деятельности Межпарламентской Ассамблеи и её органов, вклад в укрепление дружбы между народами государств — участников Содружества Независимых Государств[2]

- Медали
- Медаль «10 лет независимости Республики Казахстан» (2001)
- Медаль «10 лет Конституции Республики Казахстан» (2005)
- Медаль «10 лет Парламенту Республики Казахстан» (2005)
- Медаль «10 лет Астане» (2008)
- Медаль «20 лет независимости Республики Казахстан» (2011)
- Медаль «20 лет Конституции Республики Казахстан» (2015)
- Медаль «20 лет Ассамблеи народа Казахстана» (2015)
- Медаль «25 лет независимости Республики Казахстан» (2016)